# Semiothisa deuteria
Semiothisa deuteria là một loài bướm đêm trong họ Geometridae.